# Kunštátský hřbet
Kunštátský hřbet (německy společně s Anenským hřbetm Böhmer Kamm) je geomorfologický podokrsek Orlických hor. Nachází se v jejich severní části a ve východní části Královéhradeckého kraje v okresu Rychnov nad Kněžnou. Nejvyšší horou hřbetu je Tetřevec (1044 m).

## Geomorfologie
Kunštátský hřbet náleží do geomorfologického celku Orlické hory, podcelku Deštenská hornatina a okrsku Orlický hřbet. Od sousedních podokrsků v rámci Orlického hřbetu jej na jihovýchodě odděluje sedlo Mezivrší od Anenského hřbetu a na severu sedlo mezi Homolí a Korunou od Deštenského hřbetu. Od Říčských rozsoch ho na západě odděluje údolí Říčky a východní svahy spadají do Orlickozáhorské brázdy.
| Geomorfologické členění Orlických hor                                                | Geomorfologické členění Orlických hor | Geomorfologické členění Orlických hor |
| ------------------------------------------------------------------------------------ | ------------------------------------- | --- |
| ČESKÁ VYSOČINA • Krkonošsko-jesenická subprovincie • Orlická oblast                  |                                       | |
| DEŠTENSKÁ HORNATINA                                                                  | Orlický hřbet                         | Olešnický hřbet (bezejmenný, 835 m) Vrchmezský hřbet (Vrchmezí, 1084 m) Deštenský hřbet (Velká Deštná, 1116 m) Kunštátský hřbet (Tetřevec, 1044 m) Anenský hřbet (Anenský vrch, 997 m) |
| DEŠTENSKÁ HORNATINA                                                                  | Orlické rozsochy                      | Zdobnické rozsochy (Karlův vrch, 956 m) Říčské rozsochy (bezejmenný, 910 m) |
| DEŠTENSKÁ HORNATINA                                                                  | Orlickozáhorská brázda                | nečlení se (bezejmenný, 790 m) |
| MLADKOVSKÁ VRCHOVINA                                                                 | Bartošovická vrchovina                | nečlení se (bezejmenný, 704 m) |
| MLADKOVSKÁ VRCHOVINA                                                                 | Pastvinská vrchovina                  | nečlení se (Adam, 766 m) |
| BUKOVOHORSKÁ HORNATINA                                                               | Orličský hřbet                        | Suchovršský hřbet (Suchý vrch, 995 m) Bukovohorský hřbet (Buková hora, 958 m) |
| BUKOVOHORSKÁ HORNATINA                                                               | Výprachtická vrchovina                | nečlení se (Špičák, 799 m) |
| PROVINCIE • Subprovincie • Oblast / Celek / PODCELEK • Okrsek • Podokrsek • (vrchol) |                                       | |

## Vrcholy

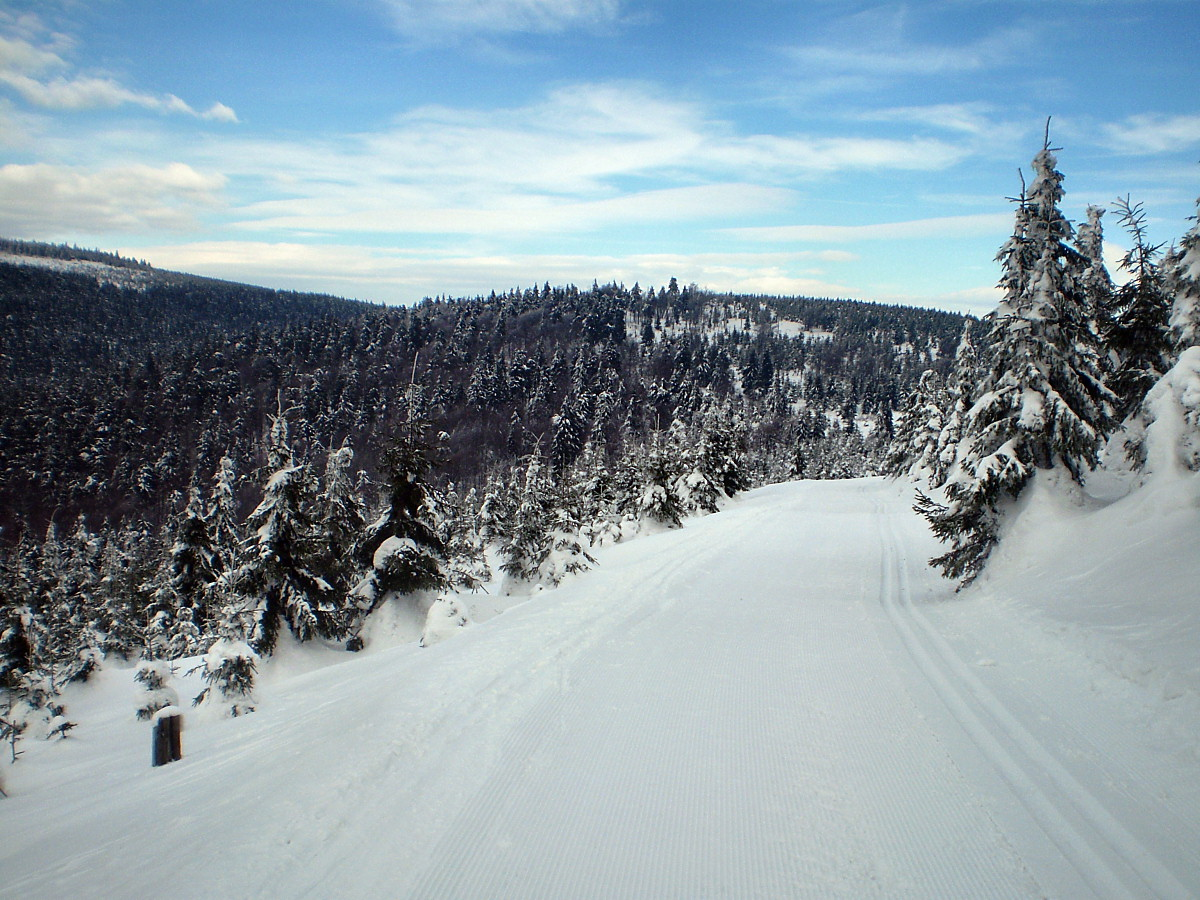
Homole od jihu

- Tetřevec (1044 m) v severní části hřbetu
- U Kunštátské kaple (vyšší severozápadní vrchol 1042 m, nižší jihovýchodní vrchol) ve střední části hřbetu
- Homole či též Střední vrch (1001 m) v severním zakončení hřbetu
- Komáří vrch (999,8 m) v jihovýchodním zakončení hřbetu
- Zakletý (991 m) v jihozápadním zakončení hřbetu

## Vodstvo
Kunštátský hřbet spadá do povodí Divoké Orlice, která protéká pod jeho východními svahy. Tamtéž spadají i říčky Zdobnice a Říčka odvodňující západní svahy. V pramenné míse Říčky se nachází rašeliniště pod Pětirozcestím, další pak leží u Kunštátské kaple. Obě jsou chráněny jako přírodní památka.

## Vegetace
Převažující hospodářské smrčiny jsou téměř v celém vrcholovém prostoru hřbetu vykáceny. V okolí vrcholu Komářího vrchu je zřízena stejnojmenná přírodní rezervace na ochranu původní horské bučiny. Celý prostor hřbetu se nachází na území chráněné krajinné oblasti Orlické hory.

## Komunikace
Jedinou silniční komunikací vedoucí přes hřeben Orlických hor v prostoru Kunštátského hřbetu je v zimě neupravovaná silnice z Říček do Orlického Záhoří, která prochází přes sedlo Mezivrší. Jinak je hřbet obsluhován lesními cestami různých kvalit. Hřebenová cesta ze Šerlichu na Zemskou bránu je v celé své délce sledována červeně značenou Jiráskovou cestou a cyklotrasou 4071. Další trasy sestupují ze hřbetu do okolních údolí. Nacházejí se zde i četné běžkařské trasy.

## Stavby

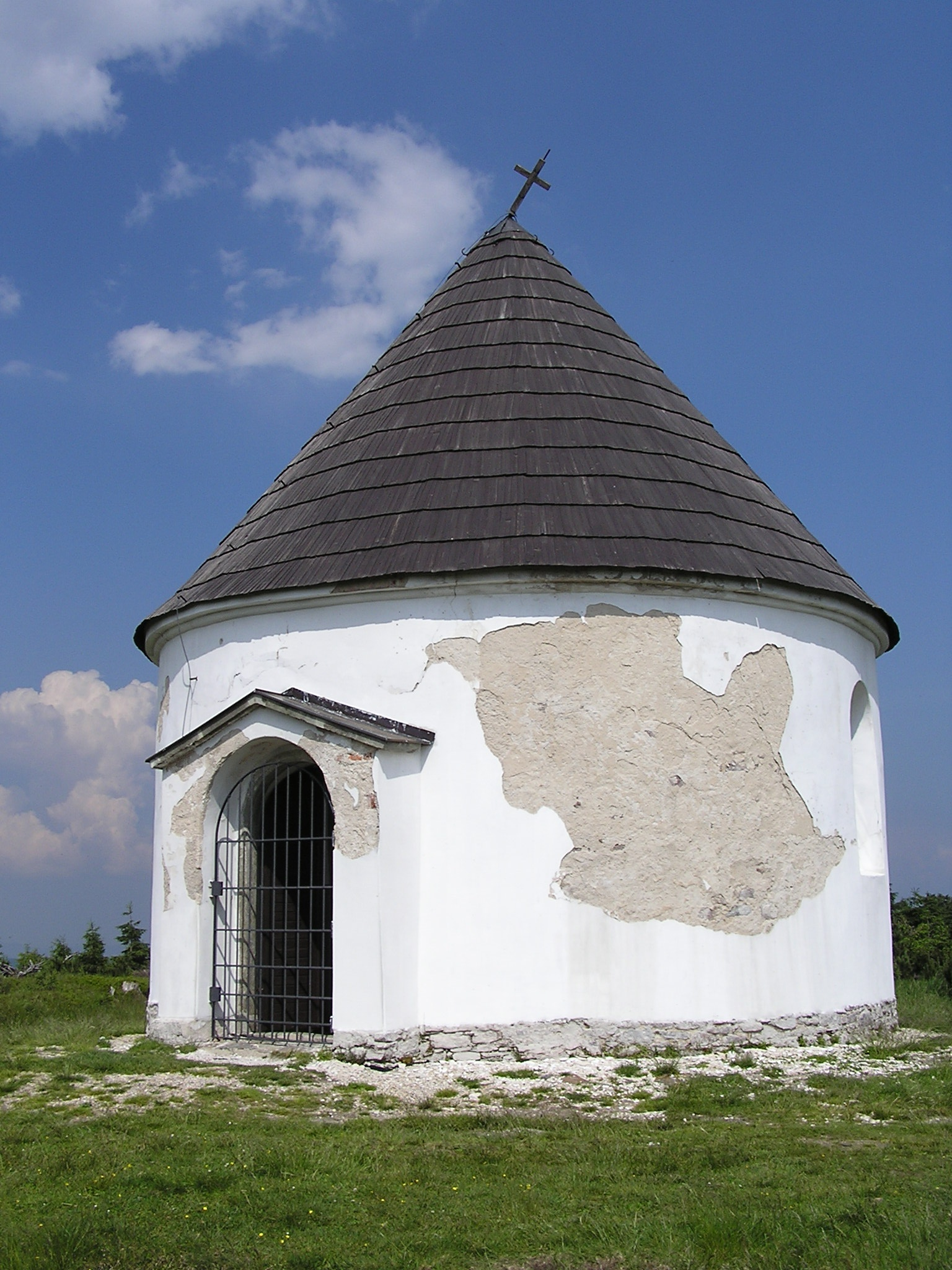
Kunštátská kaple

Trvale užívaná zástavba se v prostoru Kunštátského hřbetu nenachází. V jeho centrální části byla roku 1760 postavena tzv. Kunštátská kaple. Na rozcestí zvaném Pěticestí se nachází nevelký srub horské služby příležitostně provozovaný jako stánek s občerstvením. Po celé délce hřbetu se táhne linie lehkého opevnění vybudovaná před druhou světovou válkou proti nacistickému Německu. Objekty těžkého opevnění byly dokončeny jen v prostoru Komářího vrchu. V jihovýchodním svahu vrchu Zakletého se nachází skiareál Říčky, jehož součástí je i lanová dráha Říčky v Orlických horách - Zakletý.